# کلیفا سانا
کلیفا تی. سانا (انگلیسی: Kelefa T. Sanneh؛ زادهٔ ۱۹۷۵ میلادی) روزنامه‌نگار و متقد موسیقی اهل ایالات متحده آمریکا است. وی از سال ۲۰۰۰ تا ۲۰۰۸ برای نیویورک تایمز می‌نوشت و صحنه‌های موسیقی راک اند رول، هیپ هاپ و پاپ را پوشش داد. از سال ۲۰۰۸ وی نویسنده نیویورکر بود.